# Utzenfluh
Das Naturschutzgebiet Utzenfluh befindet sich auf dem Gebiet der Gemeinden Todtnau und Utzenfeld im Landkreis Lörrach.

## Kenndaten
Das Naturschutzgebiet wurde mit Verordnung vom 6. Dezember 1940 ausgewiesen und hat eine Größe von 272,466 Hektar. Es wird unter der Schutzgebietsnummer 3.034 geführt. Der CDDA-Code für das Naturschutzgebiet lautet 82772 und entspricht der WDPA-ID.

## Lage und Beschreibung
Das Naturschutzgebiet Utzenfluh befindet sich auf dem Gebiet der Gemeinde Todtnau auf der Gemarkung Geschwend, Schlechtnau und Todtnau mit 120,6465 ha und der Gemeine Utzenfeld auf der Gemarkung Utzenfeld mit 151,8194 ha.
Das Naturschutzgebiet besteht aus Felspartien der kleinen und großen Utzenfluh das aus Präkulmgestein, Porphyren, Grauwacken und Biotitgraniten besteht. Für Zoologen und Botaniker zählt es zu den interessantesten Felsgebieten des Südschwarzwalds. Bei Erweiterung 2011 wurden die umliegenden Weidfelder einbezogen.

## Schutzzweck
In der Verordnung von 1940 wurde kein wesentlicher Schutzzweck verankert.
Der Schutzzweck des Naturschutzgebiets wird heute in § 23 BNatSchG Abs. 1 Nrn. 1–3 definiert, wobei die Gründe für die Ausweisung eines Naturschutzgebiets nicht nur auf ökologische oder ästhetische Gesichtspunkte beschränkt sind, sondern sich auch auf wissenschaftliche, naturgeschichtliche und landeskundliche Aspekte erstrecken.

## Arteninventar
Im Naturschutzgebiet Utzenfluh wurden folgende Arten erfasst:
- Geradflügler

Calliptamus italicus (Italienische Schönschrecke), Chorthippus mollis (Verkannter Grashüpfer), Chorthippus vagans (Steppengrashüpfer), Oedipoda caerulescens (Blauflügelige Ödlandschrecke), Oedipoda germanica (Rotflügelige Ödlandschrecke), Omocestus haemorrhoidalis (Rotleibiger Grashüpfer), Omocestus ventralis (Buntbäuchiger Grashüpfer), Psophus stridulus (Rotflügelige Schnarrschrecke), Stauroderus scalaris (Gebirgsgrashüpfer), Stenobothrus stigmaticus (Kleiner Heidegrashüpfer), Tetrix bipunctata (Zweipunkt-Dornschrecke)
- Hautflügler

Andrena denticulata (Sandbienen-Art), Andrena fuscipes (Heidekraut-Sandbiene), Andrena hattorfiana (Knautien-Sandbiene), Andrena humilis (Sandbienen-Art), Andrena intermedia (Sandbienen-Art), Bombus humilis (Veränderliche Hummel), Bombus wurfleini (Bergwaldhummel), Coelioxys rufescens (Kegelbienen-Art), Hylaeus rinki (Wald-Maskenbiene), Lasioglossum laevigatum (Schmalbienen-Art), Megachile circumcincta (Blattschneiderbienen-Art), Nomada striata (Wespenbienen-Art), Osmia adunca Gewöhnliche (Natterkopf-Mauerbiene), Panurgus banksianus (Große Zottelbiene), Rophites quinquespinosus (Späte Ziest-Schlürfbiene), Trachusa byssina (Große Harzbiene)
- Höhere Pflanzen/Farne

Amelanchier ovalis (Gewöhnliche Felsenbirne), Antennaria dioica (Gewöhnliches Katzenpfötchen), Aquilegia vulgaris agg. (Artengruppe Gewöhnliche Akelei), Arabis glabra (Turmkraut), Arnica montana (Berg-Wohlverleih), Asplenium adiantum-nigrum agg. (Artengruppe Schwarzer Strichfarn), Asplenium septentrionale (Nordischer Strichfarn), Asplenium septentrionale xtrichomanes (Deutscher Strichfarn), Botrychium lunaria (Echte Mondraute), Campanula glomerata (Büschel-Glockenblume), Carex canescens agg. (Artengruppe Grau-Segge), Carex davalliana (Davalls Segge), Carex demissa (Aufsteigende Gelbsegge), Carex echinata (Stern-Segge), Carex pulicaris (Floh-Segge), Carlina acaulis (Stängellose Eberwurz), Cephalanthera longifolia (Schwertblättriges Waldvöglein), Crataegus macrocarpa (Großfrüchtiger Weißdorn), Cuscuta epithymum (Thymian-Seide), Dactylorhiza maculata agg. (Artengruppe Geflecktes Knabenkraut), Dactylorhiza majalis agg. (Artengruppe Breitblättriges Knabenkraut), Dianthus deltoides (Heide-Nelke), Drosera rotundifolia (Rundblättriger Sonnentau), Epipactis muelleri (Müllers Stendelwurz), Eriophorum angustifolium (Schmalblättriges Wollgras), Filago gallica (Französisches Filzkraut), Filago minima (Kleines Filzkraut), Galeopsis segetum (Gelber Hohlzahn), Galium uliginosum (Moor-Labkraut), Genista germanica (Deutscher Ginster), Genista sagittalis (Flügel-Ginster), Gymnadenia conopsea (Mücken-Händelwurz), Hieracium lactucella (Geöhrtes Habichtskraut), Isolepis setacea (Borsten-Moorbinse), Jasione laevis (Ausdauernde Sandrapunzel), Jasione montana (Berg-Sandrapunzel), Juncus bulbosus (Zwiebel-Binse), Juniperus communis (Gewöhnlicher Wacholder), Listera ovata (Großes Zweiblatt), Malus sylvestris (Holz-Apfel), Medicago minima (Zwerg-Schneckenklee), Nardus stricta (Borstgras), Ophioglossum vulgatum (Gewöhnliche Natternzunge), Orchis mascula (Stattliches Knabenkraut), Orchis morio (Kleines Knabenkraut), Ornithopus perpusillus (Mäusewicke), Parnassia palustris (Herzblatt), Pedicularis sylvatica (Wald-Läusekraut), Platanthera bifolia (Weiße Waldhyazinthe), Platanthera chlorantha (Berg-Waldhyazinthe), Polygala serpyllifolia (Quendel-Kreuzblume), Primula elatior (Große Schlüsselblume), Primula veris (Arznei-Schlüsselblume), Rhinanthus glacialis (Schmalblättriger Klappertopf), Rosa corymbifera (Busch-Rose), Rosa glauca (Rotblättrige Rose), Rosa rubiginosa (Wein-Rose), Rosa scabriuscula (Kratz-Rose), Rosa tomentosa (Filz-Rose), Rosa villosa agg. (Artengruppe Apfel-Rose), Saxifraga paniculata (Trauben-Steinbrech), Scleranthus perennis (Ausdauerndes Knäuelkraut), Sedum annuum (Einjährige Fetthenne), Sedum dasyphyllum (Dickblättrige Fetthenne), Spergularia rubra (Rote Schuppenmiere), Spiranthes spiralis (Herbst-Schraubenstendel), Taraxacum sectio Erythrosperma (Sandlöwenzahn), Teesdalia nudicaulis (Bauernsenf), Thesium pyrenaicum (Wiesen-Leinblatt), Trifolium aureum (Gold-Klee), Trollius europaeus subsp. europaeus (Trollblume, Nominatsippe), Vaccinium vitis-idaea (Preiselbeere), Veronica scutellata (Schild-Ehrenpreis), Viola canina (Hunds-Veilchen), Viola palustris (Sumpf-Veilchen), Woodsia ilvensis (Südlicher Wimperfarn)
- Libellen

Cordulegaster boltonii (Zweigestreifte Quelljungfer)
- Reptilien

Anguis fragilis (Blindschleiche), Lacerta agilis (Zauneidechse), Lacerta vivipara (Waldeidechse)
- Schmetterlinge

Apatura iris (Großer Schillerfalter), Aporia crataegi (Baum-Weißling), Brenthis ino (Mädesüß-Perlmuttfalter), Clossiana dia (Magerrasen-Perlmuttfalter), Clossiana selene (Braunfleckiger Perlmuttfalter), Cyaniris semiargus (Rotklee-Bläuling), Fabriciana adippe (Feuriger Perlmuttfalter), Fabriciana niobe (Mittlerer Perlmuttfalter), Heodes virgaureae (Dukaten-Feuerfalter), Huebneriana lonicerae (Klee-Widderchen), Huebneriana trifolii (Sumpfhornklee-Widderchen), Iphiclides podalirius (Segelfalter), Lycaena alciphron (Violetter Feuerfalter), Lycaena phlaeas (Kleiner Feuerfalter), Maculinea arion (Schwarzfleckiger Ameisen-Bläuling), Melitaea diamina (Baldrian-Scheckenfalter), Melitaea didyma (Roter Scheckenfalter), Palaeochrysophanus hippothoe (Lilagold-Feuerfalter), Papilio machaon (Schwalbenschwanz), Parnassius apollo (Roter Apollofalter), Polymorpha transalpina (Hufeisenklee-Widderchen), Proserpinus proserpina (Nachtkerzenschwärmer), Pseudophilotes baton (Graublauer Bläuling), Zygaena viciae (Kleines Fünffleck-Widderchen)
- Übrige Insekten

Ascalaphus libelluloides (Libellen-Schmetterlingshaft)
- Vögel

Anthus trivialis (Baumpieper), Emberiza cia (Zippammer), Lanius collurio (Neuntöter), Milvus milvus (Rotmilan), Sylvia communis (Dorngrasmücke)